# Pacchetti GNU
Questa lista elenca, in ordine alfabetico, tutti i pacchetti ufficiali del progetto GNU.
Per questioni pratiche, nei nomi come "GNU Health", l'ordine alfabetico si applica sulla seconda parola:

## 0 - 9
- 3DLDF — Pacchetto per disegni in tre dimensioni con MetaPost

## A
- a2ps — Any to PostScript
- GNU Accounting Utilities
- ACM — Simulatore di volo di aerei da combattimento
- adns — Libreria per il linguaggio di programmazione C che contiene utilità per i DNS
- Aeneas — Pacchetto per il disegno e la simulazione di dispositivi semiconduttori
- Aetherspace — Progetto per la creazione di un MMO open source
- Alive
- Anubis — Demone per le richieste di messaggi SMTP
- GNU arch — Software di controllo versione distribuito
- Archimedes — Pacchetto per la simulazione di dispositivi semiconduttori
- Aspell — Controllore ortografico
- AUCTEX — Pacchetto aggiuntivo per scrivere e formattare documenti in TeX con Emacs e XEmacs
- Autoconf — Pacchetto contenente macro per configurare i codici sorgente
- Autoconf Archive
- AutoGen — Programma per semplificare lo sviluppo di programmi che contengono ingenti quantità di testo ripetuto
- Automake — Programma per generare automaticamente file compilanti secondo gli standard del progetto GNU

## B
- GNU Backgammon — Videogioco di Backgammon
- Ball and Paddle — Videogioco simile ad Arkanoid
- Barcode — Programma per convertire stringhe di testo in codici a barre
- Bash — Shell testuale del sistema operativo GNU
- Bayonne — Server telefonico del progetto GNU e del progetto GNU Telephony
- Bazaar (bzr) — Sistema di controllo versione distribuito
- BC — Linguaggio per elaborare i numeri con arbitraria precisione
- GNU Binutils — Strumenti di programmazione
- GNU Bison — Generatore di parser simile a yacc
- Bool — Utility per trovare file che soddisfano un'espressione booleana
- BPEL2oWFN — Programma che traduce in oWFN (open Workflow Net) i servizi web espressi in WS-BPEL

## C
- C-Graph — Programma per dimostrare la teoria della convoluzione di sistemi di ingegneria di base e analisi del segnale
- ccAudio2 — Programma per la manipolazione di dati audio
- ccRTP — Implementazione dell'RTP
- ccScript3
- cflow — Programma per l'analisi di file scritti in linguaggio C e la creazione di grafici del flusso di controllo del programma
- cgicc — Libreria di classi di C++ per scrivere applicazioni CGI
- GNU Chess — Videogioco di scacchi
- Cim — Compilatore per il linguaggio di programmazione Simula
- classpath
- classpathx
- clisp — Implementazione ANSI per il linguaggio Lisp
- COBOL — Progetto per creare un compilatore del COBOL
- combine
- commoncpp — Framework di classi di C++
- Complexity
- config
- GNU Core Utilities
- Cpio
- Cppi
- GNU Crypto
- CSSC — Versione libera dell'SCCS

## D
- Dap — Piccolo pacchetto grafico e statistico basato su C
- DDD (Data Display Debugger) — Front-end grafico per i debugger a riga di comando
- GNU Debugger — Debugger predefinito del sistema operativo GNU
- DejaGnu — Framework per testare altri programmi
- Denemo — Software per scrivere spartiti musicali
- Dia — Programma per la creazione di diagrammi
- Dico — Implementazione modulare flessibile di un server DICT
- Diction
- Diffutils — Pacchetto di alcuni programmi utili per trovare le differenze tra file
- Dionysus — Motore di ricerca per costanti universali e parametri di rilevanza scientifica e ingegneristica
- dismal (Dis' Mode Ain't Lotus)
- DJGPP — Sistema di sviluppo completo per C e C++ a 32 bit per PC Intel 80386 (e superiori) con sistema operativo DOS
- DMD (Daemon managing Daemons)
- Dominion — Videogioco RPG ispirato al gioco da tavolo Dominion
- DotGNU — Implementazione portabile del Common Language Infrastructure, motore di esecuzione del framework .NET di Microsoft
- DrGeo — Software di geometria

## E
- Ed — Editor di testo
- EDMA (Entorno de Desarrollo Modular y Abierto) — Ambiente di sviluppo orientato ad oggetti per costruire applicazioni modulari
- Electric — Sofisticato sistema CAD per la gestione di molti tipi di circuiti elettrici
- Emacs — Potente editor di testo
- Emacs Muse
- Emacs/W3 — Browser web per l'editor di testo Emacs, scritto interamente in Lisp
- EMMS (Emacs Multimedia System) — Applicazione per riprodurre file multimediali con Emacs
- Enscript — Software per convertire file di testo in formato PostScript RTF o HTML
- GNU Enterprise (GNUe)
- EPrints — Software per la costruzione di repository ad accesso libero che sono compatibili con l'OAI-PMH
- epsilon

## F
- fdisk —  programma a riga di comando per la gestione delle partizioni dei dischi
- Ferret — Programma grafico per la modellazione di dati basato sul modello E-R
- FFCall — Collezione di librerie che possono essere usate per costruire delle FFI
- Findutils — Utilita base di ricerca delle cartelle del sistema operativo GNU
- GNU FM — Per creare siti web musicali come Libre.fm[1]
- Fontutils
- FreeDink — Versione opensource del gioco Dink Smallwood
- GNU FreeFont — Famiglia di tipi di caratteri
- FreeIPMI — Tools e librerie per il protocollo IPMI
- Freetalk — Console basata su un client XMPP
- FriBidi — Implementazione dell'Unicode Bidirectional Algorithm[2]

## G
- Gama — Progetto dedicato all'aggiustamento di reti geodetiche
- GARPD (Gratuitous ARP Daemon)
- Gawk
- gcal — Programma che svolge la funzione di calendario
- GCC (GNU Compiler Collection) — Compilatore per svariati linguaggi di programmazione: C, C++, Objective-C, Fortran, Java, Ada, e Go
- GCL (GNU Common Lisp) — Compilatore del linguaggio di programmazione Common LISP
- GCompris — Raccolta di software di edutainment per bambini e ragazzi dai 2 ai 10 anni
- Gdbm (GNU dbm — libreria di funzioni per database che usano hashing estensibile e lavorano in modo simile allo standard UNIX dbm
- Gengen — Generatore di testo parametrizzato basato sui template
- Gengetopt
- Gettext — Pacchetto di strumenti volti a permettere l'internazionalizzazione del software
- Gforth — Implementazione del linguaggio ANS Forth
- gfortran — Compilatore del linguaggio di programmazione Fortran integrato in GCC
- Ggradebook — Applicazione per registrare e organizzare i voti degli studenti
- Ghostscript — Collezione di programmi liberi basata su un interprete dei linguaggi di descrizione di pagina PostScript e Portable Document Format
- GIFT (GNU Image-Finding Tool)
- GIMP — Programma di ritocco fotografico che permette di creare e modificare immagini bitmap
- gleem
- GLib — Libreria multipiattaforma utilizzata dal progetto GTK
- GLOBAL
- GLPK (GNU Linear Programming Kit) — libreria software scritta in ANSI C ed è utilizzabile per risolvere problemi di programmazione lineare sia continui (LP) che misto interi (MILP)
- GLUE (GNU Links Users Everywhere)
- gmediaserver — Media server compatibile con il protocollo Universal Plug and Play per il sistema GNU
- gmorph
- GMP (GNU Multiple Precision Arithmetic Library) — libreria per l'aritmetica a precisione arbitraria operante sui numeri razionali, interi e a virgola mobile
- Gnash — Riproduttore di file in formato Adobe Flash
- GNAT — Compilatore per il linguaggio ADA integrato in GCC
- GNATS — Bug tracking system
- GNOME — Desktop environment del progetto GNU
- GNOWSYS
- GnuAE — Interfaccia grafica per il disegno di impianti elettrici ad energia fotovoltaia e eolica secondo lo standard National Electrical Code
- GNUbatch — Scheduler batch per GNU
- Gnubiff — Programma che notifica l'arrivo di nuove email
- Gnubik — Videogioco il cui scopo è la soluzione di diversi tipi di puzzle simili al cubo di Rubik
- Gnucap (GNU Circuit Analysis Package) — Simulatore circuitale
- GnuCash — Programma finanziario e di contabilità adatto all'utilizzo in ambito familiare od in una piccola impresa
- GNUCOMM — Progetto con l'obbiettivo di fornire fornire servizi telefonici scalabili per le generazioni correnti e future di reti telefoniche
- gnuit (GNU Interactive Tools)
- GNUjdoc — Traduzione giapponese della documentazione GNU
- GNUjump — Clone del videogame Xjump
- Gnulib (GNU Portability Library)
- gnumed — Software per la creazione di cartelle cliniche elettroniche
- Gnumeric — Programma per l'utilizzo di fogli elettronici
- gnump3d — Server di streaming per file musicali in formato MP3 e Ogg Vorbis
- GNUnited Nations — Build system per la traduzione del sito www.gnu.org
- GNUnet — Framework per l'utilizzo sicuro del peer-to-peer totalmente decentralizzato
- GNUpod — Collezione di script in Perl utili per poter utilizzare un iPod con Linux e altri sistemi operativi
- gnuschool — Applicazione web utile ad un insegnante per interagire con i suoi alunni
- GnuSkies
- GNUsound — Editor di suono
- Gnuspeech — Software di sintesi vocale
- GNUspool — Sistema avanzato di Spooling
- GNUstep — Implementazione delle librerie NeXTSTEP in Objective C di NeXT
- GnuTLS — Libreria per l'implementazione del protocollo TLS e tecnologie simili
- GNUtrition
- Gnuzilla — Progetto per creare una suite interamente libera derivata dalla Mozilla Application Suite
- GNU Go — Videogioco per giocare al gioco da tavolo Go
- GNU Goodbye[3]
- Goldwater
- Goptical — Libreria utile per progettare componenti ottici in 3D
- Gorm
- gperf — Generatore di funzioni hash
- Greg — Framework per testare altri programmi e librerie
- grep
- gretl
- groff (GNU troff) — Pacchetto di composizione tipografica
- GNU GRUB — Boot loader utilizzato per installare più sistemi operativi sullo stesso computer
- GSEGrafix — Programma per disegnare grafici scientifici
- GSRC (Source Release Collection) — Software per aggiornare all'ultima versione i pacchetti GNU
- GSS (Generic Security Service)
- GTik — Programma per simulare un metronomo
- GTK+ — Toolkit per la creazione di interfacce grafiche
- GNU Guile — Interprete per il linguaggio Scheme distribuito nella forma di libreria, con lo scopo di facilitare l'embedding di questo linguaggio nelle applicazioni GNOME
  - guile-dbi
  - guile-gnome
  - guile-gtk
  - guile-ncurses
  - guile-rpc
- GURGLE — Programma per leggere informazioni dai file dBase III plus
- GV — Programma per visualizzare documenti in PostScript e in PDF su un server X fornendo un'interfaccia utente grafica per l'interprete Ghostscript
- gvpe (GNU Virtual Private Ethernet) — Programma per creare una rete ethernet virtuale utilizzando vari protocolli di rete
- Gxmessage
- gzip — Programma per la compressione dei dati

## H
- HaliFax — Progetto con l'obbiettivo di creare un client per l'invio e la ricezione di Fax
- GNU Health — Gestione di un ospedale o di un pronto soccorso
- Hello
- help2man — Piccolo programma per la creazione di manuali
- hp2xx — Tool utile per convertire i dati di grafica vettoriale ricevuti dal plotter HP-GL della Hewlett-Packard in vari formati grafici più comuni sia vettoriali che in grafica raster
- httptunnel
- GNU Hurd — Progetto nato per rimpiazzare il kernel di Unix, utilizzato ad esempio in Debian GNU/Hurd
- Hyperbole

## I
- GNU IceCat — Fork del browser web Mozilla Firefox
- ID Utils
- ignuit — Software che utilizza la tecnica delle flashcard basandosi sul Sistema Leitner
- Indent — Programma utile per rendere più leggibile il codice di un programma scritto in C o per convertirlo da uno stile di scrittura ad un altro
- Inetutils — Collezione di programmi relativi alle reti informatiche
- Intlfonts — Pacchetto contenente vari tipi di carattere per tutti i caratteri supportati da Emacs

## J
- JACAL — Programma matematico simbolico interattivo
- jdresolve
- JEL (Java Expression Library) — Libreria di Java per valutare semplici espressioni
- JWHOIS — Client che utilizza il protocollo whois

## K
- GNU Kart — Videogioco di go-kart
- Kawa — Framework per compilare linguaggi ad alto livello nel bytecode di java
- kopi

## L
- Leg — Librerie per lo sviluppo di videogiochi
- less — Implementazione del comando Unix less
- libc (GNU C Library) — Libreria C del sistema GNU
- libcdio (Compact Disc Input and Control Library) — Libreria per l'accesso ai CD-ROM e alle immagini dei CD
- libextractor — Libreria utile per estrarre metadati da diversi tipi di file
- libgcrypt — Librerie crittografice basate sul codice di GNU Privacy Guard
- libiconv
- libidn — Libreria per creare un IDN secondo gli standard Punycode e Stringprep
- libmatheval — Librerie per tradurre e calcolare espressioni matematiche inserite come stringe
- libmicrohttpd — Piccola libreria che permette di far girare più facilmente un server HTML come parte di un'altra applicazione
- LibreDWG — Librerie per trattare file di tipo DWG
- libsigsegv — Libreria per trattare pagine di errore in modalità utente
- libtasn1 — Libreria ASN.1 utilizzata da vari pacchetti GNU
- libtool — Libreria che fornisce un'interfaccia utile per usare complesse librerie condivise
- libunistring — Libreria utile per manipolare stringhe Unicode e stringhe di C secondo gli standard Unicode
- libxmi — Funzione utilizzabile dai linguaggi C e C++ per convertire un'immagine da grafica vettoriale a grafica raster
- lightning — Librerie che generano codice in linguaggio Assembly in run-time
- GNU LilyPond — Software per la notazione musicale
- Linux-libre — Kernel Linux senza firmware proprietari e blob binari (contenuti invece nella controparte ufficiale)
- Liquid War — Videogame multigiocatore di azione
- lrzsz — Pacchetto che fornisce i protocolli di trasferimento XMODEM, YMODEM e ZMODEM
- LSH — Implementazione libera della seconda versione del protocollo SSH

## M
- M4 — Implementazione del macro processore di Unix
- Mac Changer — Utilità per vedere e manipolare l'indirizzo MAC delle interfacce di rete
- GNU Mach — Implementazione del microkernel Mach
- Mailman — Software per la gestione di mailing list
- Mailutils — Programma di utilità per manipolare le email
- make — Programma di utilità che automatizza il processo di creazione di file che dipendono da altri file, risolvendo le dipendenze e invocando programmi esterni per il lavoro necessario.
- MARST — Programma che traduce algoritmi scritti nel linguaggio ALGOL nel linguaggio di programmazione C
- Maverik — Software utile per sviluppare ambienti virtuali in tre dimensioni e per interagire con essi
- Mcron — Rifacimento del demone crontab Vixie cron
- MCSim — Pacchetto di simulazione statistica
- MDK (MIX Development Kit) — Emulatore della macchina immaginaria MIX e del linguaggio assembly MIXAL ideati da Donald Knuth
- MediaGoblin — Programma per la condivisione di file multimediali
- MELTING — Programma per calcolare l'entropia e il punto di fusione delle transizioni Helix-coil
- Metadata Exchange Utilities
- Metahtml — Linguaggio di programmazione per server operanti nel Web
- Midnight Commander — file manager per sistemi Unix e Unix-like clone di Norton Commander
- mifluz
- MIG — Versione GNU del Mach Interface Generator
- Miscfiles — Collezione di file di non cruciale importanza per l'amministrazione del sistema
- MIT/GNU Scheme — Implementazione del linguaggio di programmazione Scheme
- Moe — Editor di testo per console
- Motti — Videogioco di strategia multigiocatore
- MPC — Libreria C per l'aritmetica dei numeri complessi
- GNU MPFR — Libreria C per il calcolo di numeri in virgola mobile con vari gradi di precisione e un corretto arrotondamento
- mtools — Utilità per accedere a dischi MS-DOS da GNU senza essere montati
- MyServer — Server per il web

## N
- nana
- Nano — Editor di testo per interfaccia a riga di comando
- Ncurses — software emulatore di System V
- Nettle — Libreria crittografica

## O
- Ocrad — Programma per il riconoscimento ottico dei caratteri
- Octave — Applicazione software per l'analisi numerica in gran parte compatibile con MATLAB
- Oleo — Programma per l'utilizzo di un foglio elettronico
- OrgaDoc
- oSIP — Implementazione del protocollo SIP

## P
- Packaging
- GNU Paint (gpaint) — Semplice editor grafico simile a Paint
- Panorama — Framework per la produzione di grafica 3D
- Paperclips — Motore Java Servlet
- Parallel — Tool shell per eseguire lavori in parallelo usando uno o più computer.
- GNU Parted — Programma per la gestione delle partizioni di un disco fisso
- Pascal — Compilatore del linguaggio di programmazione Pascal
- Patch — Programma per generare patch tramite un programma diff
- paxutils — Suite contenente utilità di archivio
- PCB — Programma utile per progettare un circuito stampato
- GNU PDF — Progetto che mira a implementare completamente con free software il formato Portable Document Format
- PEM — Programma a riga di comando utile per tenere traccia delle spese personali
- pexec
- Phantom.Home — Programma utile per poter gestire l'impianto elettrico di un'abitazione
- phpGrabComics — Programma per scaricare dal web le strisce a fumetti scritto in PHP
- phpGroupWare — Groupware scritto in PHP
- PIES (Program Invocation and Execution Supervisor) — Utility che avvia e controlla l'esecuzione di programmi stand-alone
- Pipo — Software per un computer BBS
- Plotutils — Software a riga di comando per la generazione di grafici in due dimensioni
- polyxmass
- PowerGuru — Applicazione per gestire in remoto strumenti per la generazione di energia rinnovabile
- GNU Privacy Guard — Programma compatibile con gli standard OpenPGP e IETF progettato per sostituire la suite crittografica PGP
- GNU Prolog — Compilatore con un ambiente interattivo di debugging per il Prolog
  - GNU Prolog for Java
- proxyknife — programma utile per convalidare proxy liberi per gli utenti che utilizzano un firewall
- PSPP — Software di statistica scritto in C e che sfrutta la GNU Scientific Library, si propone come sostituto di SPSS
- psychosynth — Progetto con l'obiettivo di creare un sintetizzatore virtuale, interattivo e modulare dello strumento ReacTable
- Pth — Libreria di thread dello spazio utente basata su POSIX e ANSI per piattaforme UNIX che fornisce uno scheduler a bassa priorità per applicazioni multitread
- Python Webkit

## Q
- Qexo — Implementazione parziale di XQuery
- GNU Queue
- quickthreads

## R
- R — Ambiente di sviluppo specifico per l'analisi statistica dei dati che utilizza un linguaggio di programmazione derivato e in larga parte compatibile con S
- GNU Radio — Toolkit per conoscere la costruzione e lo sviluppo di un sistema SDR
- radius — Server di autenticazione remoto utile soprattutto agli ISP
- RCS (Revision Control System) — Implementazione software di controllo versione che automatizza la memorizzazione, il ripristino, l'accesso, l'identificazione, e l'unione delle revisioni
- Readline — Librerie che permettono ai programmi di interagire con interfacce a riga di comando
- Recutils
- RefTEX — Pacchetto di macro per LaTeX
- GNU Robots — Videogame per costruire un programma per un piccolo robot e vederlo esplorare un mondo
- Rot[t]log
- RPGE (Role Playing Game Engine) — Motore grafico per giochi di ruolo in due dimensioni
- Rush (Restricted User Shell) — Restricted shell utile a siti che limitano l'accesso remoto alle loro risorse

## S
- Sather — Linguaggio di programmazione orientato agli oggetti
- GNU SASL — Implementazione del framework SASL
- GNU shogi — Videogame per giocare al gioco da tavolo Shōgi
- GNU Scientific Library (GSL) — Libreria scritta in C per il calcolo numerico nelle scienze matematiche applicate
- SCM — Implementazione del linguaggio Scheme in accordo con lo standard IEEE 1178-1990 e il Revised5 Report on the Algorithmic Language Scheme
- GNU social — Software per la creazione di social network
- GNU Screen — Emulatore di terminale multiplexer per accedere a più sessioni separate del terminale
- sed
- Serveez — Framework che fornisce delle funzioni e aiuta l'implementazione di server basati sull'IP
- Sharutils
- shishi — Implementazione del protocollo di rete Kerberos 5
- SHMM — Pacchetto che fornisce alcuni strumenti per gestire una memoria condivisa
- shtool — Pacchetto contenente vari script di shell
- SIP witch — Server VoIP peer-to-peer che usa il protocollo SIP
- SLIB — Libreria per il linguaggio di programmazione Scheme
- Smalltalk — Implementazione del linguaggio di programmazione Smalltalk
- SmartEiffel — Compilatore per il linugaggio di programmazione Eiffel
- SnakeCharmer
- Solfege — Programma utile per imparare le varie componenti della musica come pause, note, accordi, scale e ritmo
- Source Install — Programma che permette la gestione di codici sorgenti
- SpaceChart — Programma che permette la visione delle stelle presenti nell'universo in un ambiente virtuale in tre dimensioni
- Speex — Codec per la compressione del parlato
- Spell
- Sqltutor[4]
- Source-highlight —
- stalkerfs — Motore di ricerca per desktop
- Stow — Programma per la gestione e l'installazione di pacchetti software
- STUMP (Secure Team-based Usenet Moderation Program) —
- Superopt
- Swbis — sistema per l'amministrazione di software
- SXML — tool per definire e implementare un linguaggio markup
- Sysutils

## T
- Talk Filters — Programmi di filtro che convertono il testo inglese ordinario in testo che imita un dialetto umoristico o stereotipato
- Tar — Software che permette di generare dei file utili per l'archiviazione e il backup, sia su memorie di massa che su dispositivi a nastro magnetico utilizzando il formato omonimo
- Taylor UUCP — Implementazione dell'UUCP
- Termutils
- Teseq — Tool per l'analisi di file che contengono caratteri di controllo e sequenze di terminale di controllo
- Texinfo — Documentazione ufficiale del sistema GNU
- Texmacs — Editor di testo WYSIWYG destinato particolarmente a scopi di tipo scientifico come la scrittura di libri, articoli e presentazioni
- Thales — Programma utile per gestire un database tramite un programma IRC
- time
- TRAMP (Transparent Remote (file) Access, Multiple Protocol) — Pacchetto software che permette di editare in remoto un file in stile Emacs
- Translation Coordination — Progetto nato per fornire infrastrutture per un facile mantenimento delle traduzioni del sito www.gnu.org
- Trueprint
- GNU Typist (gtypist) — Programma per imparare la dattilografia

## U
- Units — Programma multipiattaforma per la conversione di unità di misura
- UnRTF — Programma a riga di comando scritto in C che converte documenti RTF in HTML, LaTeX, troff macro
- userv

## V
- vc-changelog
- vc-dwim
- VCDImager — Programma di masterizzazione
- V.E.R.A. (Virtual Entity of Relevant Acronyms) — Sito internet che restituisce la forma estesa degli acronimi
- Vmgen
- vmslib — Pacchetto di file e funzioni che possono aiutare le persone a portare programmi GNU sul sistema VMS

## W
- WB
- Wdiff — programma diff per trovare le differenze tra due file di testo
- Websocket4j — Implementazione in java del protocollo WebSocket
- Wget — Gestore di download che supporta i protocolli HTTP, HTTPS, FTP
- which
- womb — Repository per il codice che non è pronto a diventare un progetto separato o intende essere diviso con un progetto già esistente

## X
- XaoS — Software per la generazione di frattali
- XBoard — Interfaccia grafica per motori scacchistici
- xhippo — Programma per gestire gestire le playlist dei riproduttori musicali
- Xlogmaster — Programma che permette di monitorare il sistema operativo
- Xnee — Suite di programmi che può registrare, riprodurre le azioni fatte da un utente sotto il motore X11
- xorriso

## Z
- Zile — Clone di Emacs creato per essere più leggero